# Центральный штаб партизанского движения

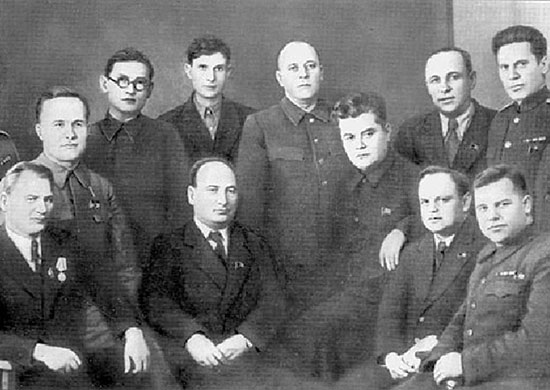
Руководители партизанского движения республик, краев, областей на оккупированной территории СССР. Слева направо: сидят - Д.М. Попов, В.Г. Жаворонков, П.К. Пономаренко, И.П. Бойцов, Б.Н. Черноусов, А.П. Матвеев; стоят - А.К. Спрогис, В.С. Булатов, М.А. Суслов, П.И. Селезнев, Н.Л. Сологор, С.Я. Вершинин, А.Ю. Снечкус.

Центральный штаб партизанского движения при Ставке Верховного Главнокомандования — центральный орган военного управления партизанским движением при Ставке Верховного Главнокомандования ВС СССР, в годы Великой Отечественной войны.
Сокращённое наименование — ЦШПД при СВГК, ЦШПД. При создании именовался Главный штаб партизанского движения при Ставке Верховного Главнокомандования.
Создан в целях объединения руководства партизанским движением в тылу противника и для дальнейшего развития этого движения. Образован Постановлением ГКО СССР № ГОКО-1837сс от 30 мая 1942 года. В целях реализации этого постановления Наркомат обороны СССР издал Приказ № 00125 от 16 июня 1942 года «О формировании Главного и региональных штабов партизанского движения».
В марте 1943 года ГШПД был упразднен, но через месяц 17 апреля Постановлением ГКО СССР № 3195сс его вновь восстановили при Ставке ВГК. Из подчинения ГШПД был выведен Украинский штаб партизанского движения.
13 января 1944 года, учитывая, что большинство партизанских отрядов действуют на территории Украинской и Белорусской ССР, которые имеют свои штабы партизанского движения, ГКО СССР решением № 4945сс расформировал ЦШПД.
Тем же решением ГКО передал руководство партизанским движением на ещё оккупированной территории ЦК Компартий республик: УССР, БССР, ЭССР, ЛатССР, ЛитССР, МССР, Карело-Финской ССР и Крымской АССР и обкомам Ленинградской и Калининской областей.

## Задачи ЦШПД
Руководство партизанским движением, основной задачей которого является дезорганизация тыла противника, а именно:
1. разрушение коммуникационных линий противника (подрыв мостов, порча железнодорожных путей, устройство крушений поездов, нападение на автомобильный и гужевой транспорт противника);
2. разрушение линий связи (телефон, телеграф, радиостанции);
3. уничтожение складов — боеприпасов, снаряжения, горючего и продовольствия;
4. нападение на штабы и другие войсковые учреждения в тылу противника;
5. уничтожение материальной части на аэродромах противника;
6. осведомление частей РККА о расположении, численности и передвижениях войск противника.

## Состав ЦШПД

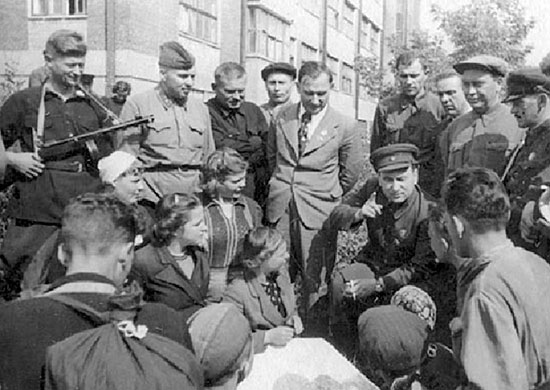
Начальник Центрального ШПД П.К. Пономаренко с белорусскими партизанами. Москва, 17 сентября 1942 г.

С 30 мая 1942 года в состав штаба входили 3 человека:
1. Пономаренко П. К. (от ЦК ВКП(б)) — начальник штаба,
2. Сергиенко В. Т. (от НКВД)
3. Корнеев Т. Ф. (от Разведывательного управления НКО)

## Структура ЦШПД
- Разведотдел ЦШПД — отвечал за работу по установлению новых войсковых соединений, прибывающих на фронт, группировок и перегруппировок войск, состояния и работы коммуникаций противника, контролю за его мероприятиями по подготовке оборонительных рубежей, дислокации и перебазированию аэродромов и складов, готовностью нацистов к химической войне, численностью и боеспособностью полевых и охранных частей противника, а также политико-экономическим положением на оккупированной территории СССР.
- Оперативный отдел ЦШПД — руководил боевой деятельностью партизанских соединений, как через соответствующие штабы партизанского движения, так и непосредственно. Оперативный отдел занимался созданием рейдовых партизанских соединений и отрядов, засылкой организаторских и диверсионных групп и переформированием партизанских соединений, определял им новые районы деятельности и ставил им боевые задачи, а также занимался контролем выполнения приказов начальника ЦШПД.

Начальник — полковник И. И. Наумов.
Заместители начальника — подполковник В. П. Шестаков и майор Иволгин.
В состав оперативного отдела входили три направления:
- 1-е направление — Карело-Финская ССР, Латвия, Литва, Эстония и Ленинградская область. 
Начальник направления — капитан Колмыков.
- 2-е направление — Белорусская ССР. 
 Начальник направления — майор Крюков.
- 3-е направление — Калининская, Смоленская и Орловская области и Крымская АССР. 
Начальник направления — майор Румянцев.

Также, в отделе были созданы:
1. Группа по применению и внедрению методов партизанской борьбы и современных диверсионных средств,
2. Группа учёта
3. Склад топографических карт.
4. Отделение по диверсионной тактике и технике (с 11 мая 1942 года)

Оперативным отделом были разработаны операции — «Рельсовая война», «Концерт», «Зимний концерт», «Пустыня» и др.
- Представительства ЦШПД при Военных советах фронтов (с 6 сентября 1942 года). В связи с тем, что полосы действия фронтов не совпадали с границами республик и областей решено иметь при Военных советах фронтов представительства ЦШПД, руководители которых входили в их состав.

- Политуправление ЦШПД (с 28 сентября 1942 года)

Начальник — В. Н. Малин.

## Структуры, подчинённые ЦШПД
1. Украинский штаб партизанского движения (30 мая 1942. Действовал до 1943 года). Постановлением № ГОКО-1837сс от 30 мая 1942[4] года в состав штаба введены: Строкач (НКВД) – начальник штаба, Спивак (ЦК КП(б)У), Виноградов (нач. Разведотдела ЮЗ направления).
2. Брянский штаб партизанского движения (23 апреля 1942 года. 13 мая 1943 года расформирован). В состав штаба введены: Матвеев (секретарь Орловского обкома партии) – начальник штаба, Горшков (НКВД), Чекмазов (нач. Разведотдела Брянского фронта).
3. Западный штаб партизанского движения. В составе штаба: Бельченко (НКВД) – начальник штаба, Калинин (ЦК КП(б)Б), Ильницкий (нач. Разведотдела Западного фронта).
4. Калининский штаб партизанского движения. В составе штаба: Радченко (НКВД) – начальник штаба, Рыжиков (ЦК КП(б)Б), Алешин (нач. Разведотдела Калининского фронта).
5. Ленинградский штаб партизанского движения. В составе штаба: Никитин (Ленинградский ОК ВКП(б)) – начальник штаба, Алмазов (НКВД), Евстигнеев (нач. Разведотдела Ленинградской группы войск).
6. Карело-Финский штаб партизанского движения. В составе штаба: Вершинин (НКВД) – начальник штаба, Хорошаев (ЦК КП(б) КФ ССР), Поветкин (нач. Разведотдела Карельского фронта).

28 сентября 1942 года создан ряд республиканских, областных и фронтовых штабов партизанского движения:
1. Украинский штаб партизанского движения (руководитель Строкач, Тимофей Амвросиевич (НКВД);
2. Белорусский штаб партизанского движения (руководитель Калинин, Пётр Захарович (второй секретарь ЦК Компартии Белоруссии);
3. Литовский штаб партизанского движения (руководитель Снечкус, Антанас Юозович);
4. Латвийский штаб партизанского движения (руководитель Спрогис, Артур Карлович (ГРУ);
5. Западный штаб партизанского движения (руководитель Д. М. Попов (первый секретарь Смоленского обкома);
6. Эстонский штаб партизанского движения (Каротамм, Николай Георгиевич)
7. Польский штаб партизанского движения (руководитель Притыцкий, Сергей Осипович);
8. Карело-Финский штаб партизанского движения (руководитель С. Я. Вершинин  (НКВД);
9. Ленинградский штаб партизанского движения (руководитель М. Н. Никитин (секретарь Ленинградского обкома);
10. Орловский (Брянский) штаб партизанского движения (руководитель А. П. Матвеев (первый секретарь Орловского обкома);
11. Смоленский штаб партизанского движения (Попов, Дмитрий Михайлович (первый секретарь Смоленского обкома и горкома);
12. Ставропольский штаб партизанского движения (М. А.Суслов);
13. Калининский штаб партизанского движения (руководитель С. С. Бельченко (НКВД);
14. Крымский штаб партизанского движения (Булатов, Владимир Семёнович (первый секретарь Крымского обкома);
15. Астраханский штаб партизанского движения;

и так далее.

## Архив ЦШПД
Архив Центрального штаба партизанского движения хранится в фондах Российского государственного архива социально-политической истории: Москва, улица Большая Дмитровка, дом № 15.